# Wierzba biała

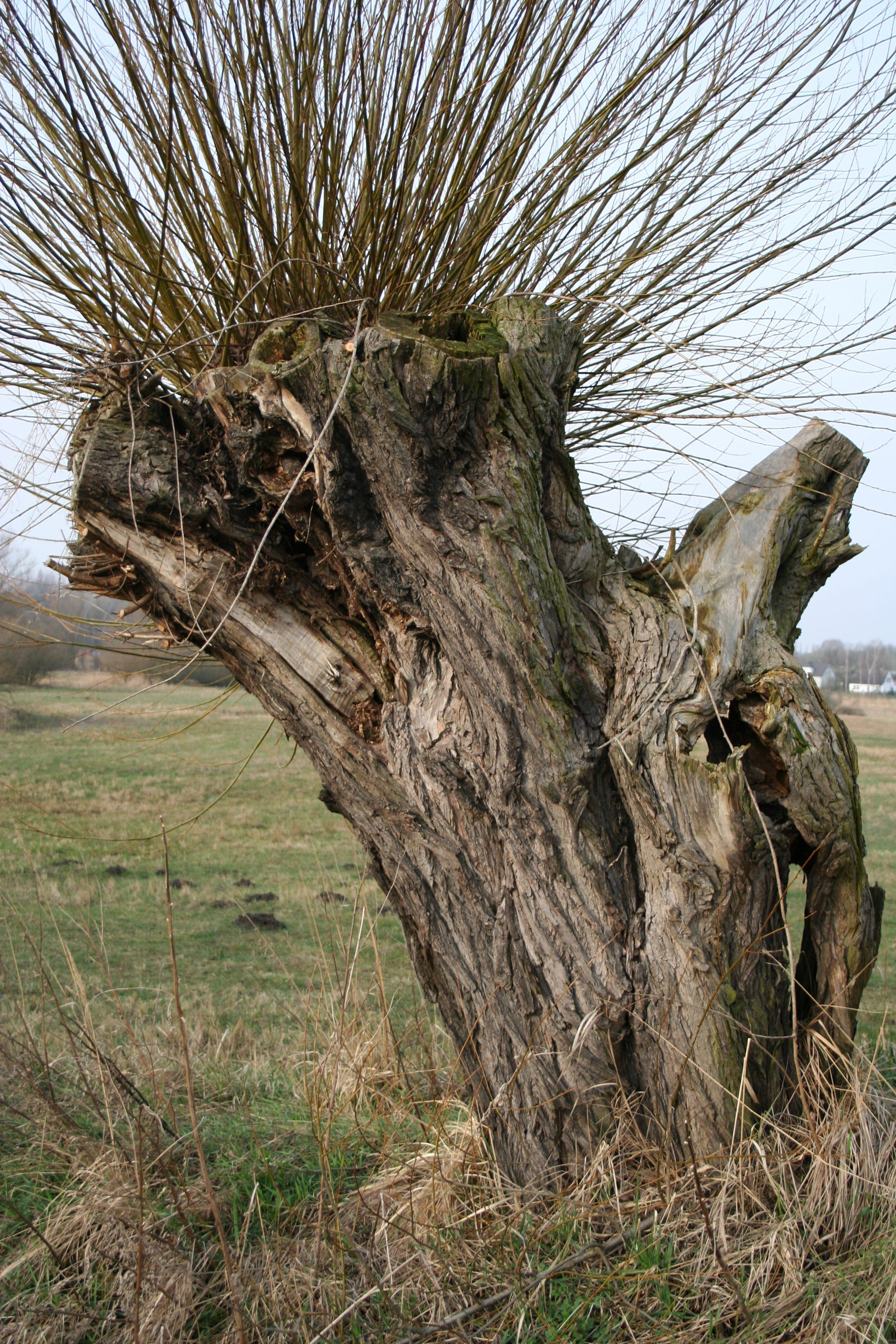
Wierzba corocznie przycinana

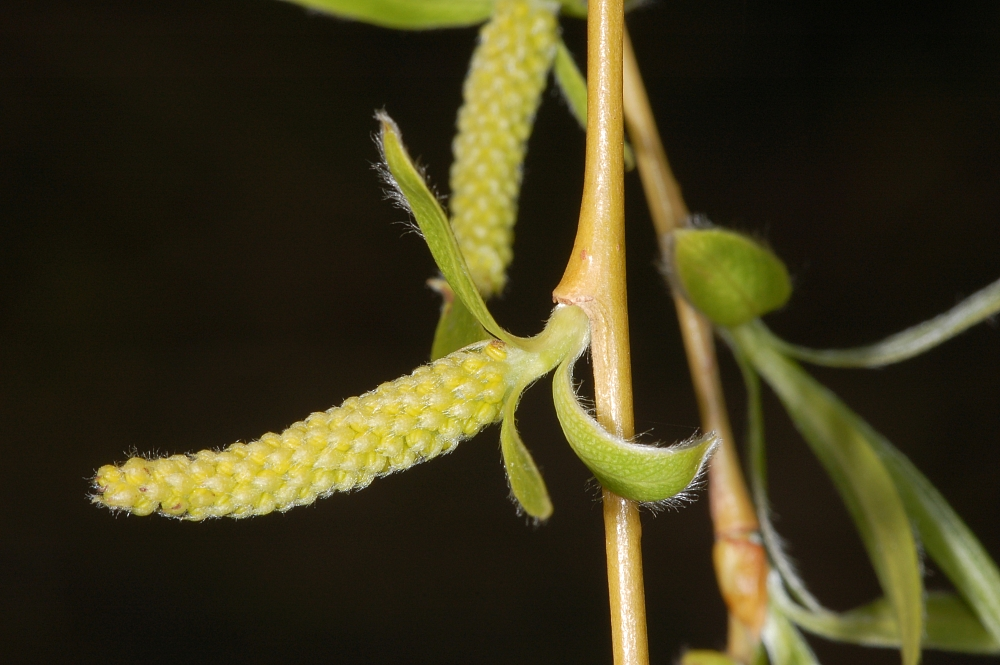
Kwiatostany męskie

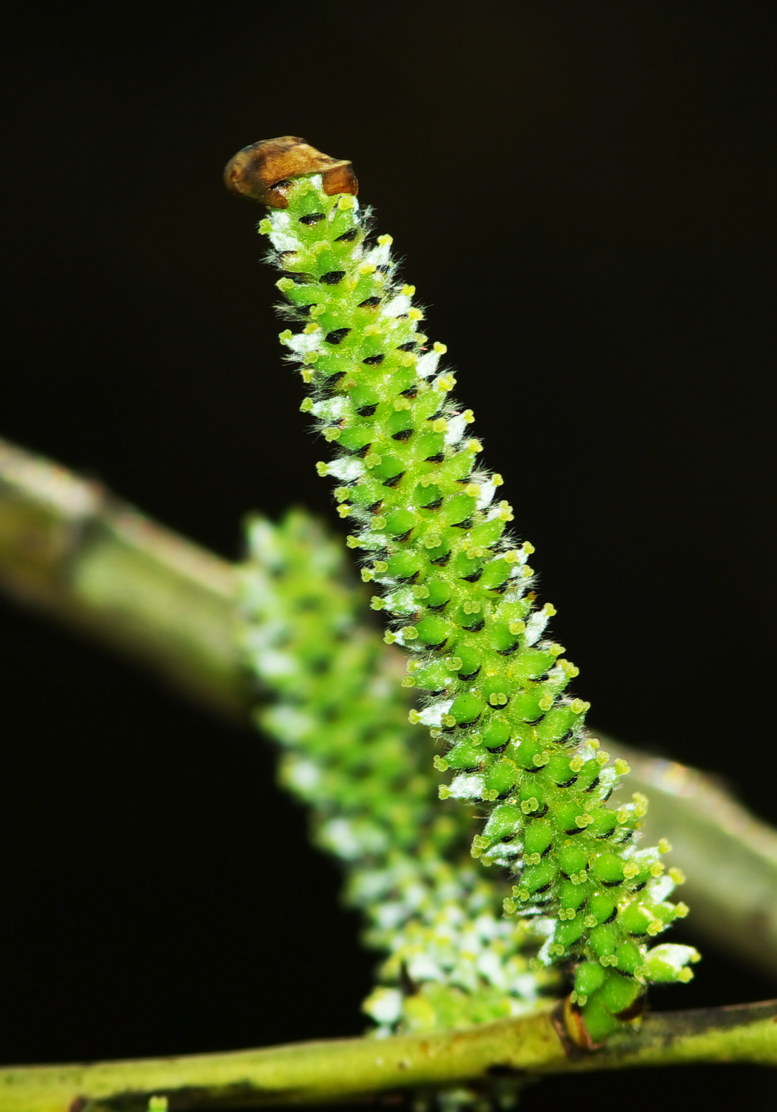
Kwiatostany żeńskie

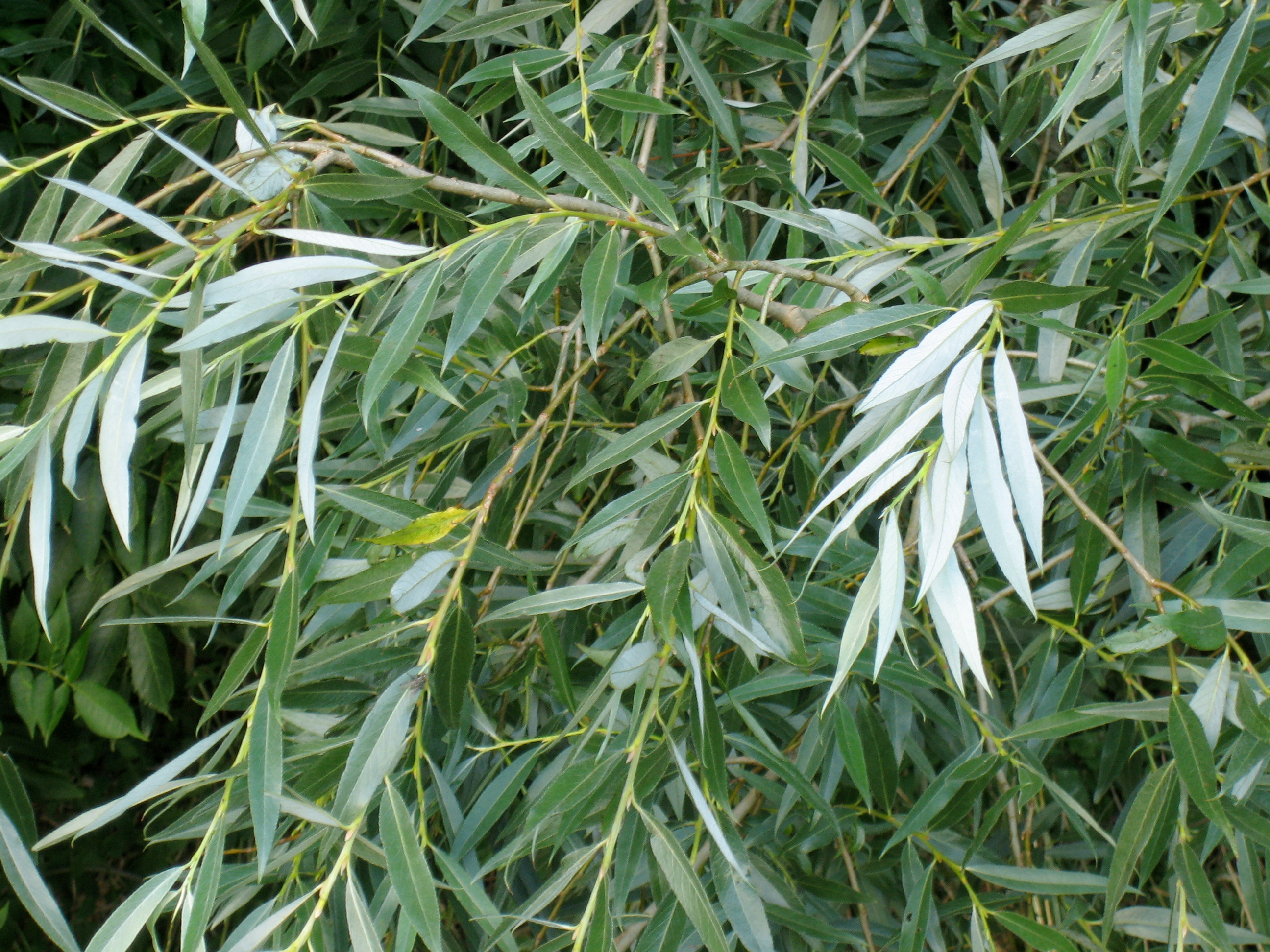
Liście

Wierzba biała, w. srebrna, w. pospolita (Salix alba L.) – gatunek drzewa należący do rodziny wierzbowatych. Rodzimym obszarem jej występowania jest Europa, Azja i Afryka Północna (Algieria, Maroko), rozprzestrzenia się też gdzie indziej. Nie występowała w Skandynawii, Irlandii i Szkocji, ale została tam sprowadzona i jest sadzona jako roślina ozdobna. W Polsce pospolita na całym terytorium. Zazwyczaj rośnie na brzegach rzek, przy rowach bądź innych miejscach o bardzo wilgotnym podłożu. Status gatunku we florze Polski: gatunek rodzimy. Gatunek typowy w obrębie swego rodzaju.

## Morfologia
PokrójDrzewo osiągające wysokość do 30 m. Korona szerokorozłożysta. Posiada krótki, często pochyły pień, od którego wznoszą się konary. Często w pniu starszych drzew występują spróchniałe dziuple. Gałęzie giętkie.
PieńKora jest ciemnoszara, popękana. Drewno bardzo miękkie i łatwo próchniejące. Roczne gałązki cienkie.
PędySą bardzo smukłe. Mają szarą barwę. Są delikatnie owłosione przez cały rok. Pąki są wąskie i spłaszczone.
LiścieWąskie, lancetowate o długości około 8 cm. Młode liście obustronnie jedwabiście owłosione, starsze tylko na spodniej stronie. Młode listki są żółte. Latem górna strona liści ciemnozielona, spodnia srebrzysta.
KwiatyJest rośliną dwupienną, kwiaty zebrane w kwiatostany zwane kotkami, lub zwyczajowo baziami. Kotki żeńskie w nasadzie luźnokwiatowe, o języczkowatych i nietrwałych przysadkach jasnordzawego koloru. Kwiaty z 1 gruczołem miodnikowym, słupek nagi z siedzącą zalążnią. Kotki męskie z jednobarwnymi przysadkami, dwoma gruczołami miodnikowymi i 2 pręcikami o nitkach owłosionych w dolnej części.
OwocFilcowato owłosiona szara torebka. Nasiona bardzo drobne z pęczkiem srebrnych włosków, rozsiewane przez wiatr.

## Biologia i ekologia
Drzewo szybko rosnące i dość krótkowieczne. Rośnie przede wszystkim w lasach łęgowych wzdłuż rzek, często tworząc tam wraz z topolami duże skupienia. Preferuje okresowo zalewane, piaszczyste gleby. Występuje również wzdłuż dróg, nad stawami. Często jest sadzona. Dochodzi w górach do wysokości ok. 800 m n.p.m. W klasyfikacji zbiorowisk roślinnych gatunek charakterystyczny dla związku (All.) Salicion albae i Ass. Salicetum albo-fragilis. Zakwita wczesną wiosną (marzec – kwiecień), równocześnie z rozwojem liści. Kwiaty zapylane przez owady, nasiona rozsiewane przez wiatr.

## Zmienność
Tworzy mieszańce z wierzbą kruchą Salix × rubens. Istnieją 2 odmiany tej krzyżówki:
- 'Basfordiana' – posiada jaskrawopomarańczowe pędy. Ma rozłożysty pokrój. Drzewo męskie.
- 'Sanguinea' – długość liści do 8 cm. Drzewo żeńskie.

Ponadto tworzy mieszańce z wierzbą pięciopręcikową (Salix × ehrhartiana, posiada pojedyncze włoski po obu stronach liści).
Czasami można spotkać różniące się od typowej formy, trudne do oznaczenia mieszańce z wierzbą purpurową, bądź wierzbą migdałową.
Wyróżniane są następujące odmiany botaniczne:
- var. sericea (syn. var. argentea) – rzadko spotykana – liście są miękko owłosione z wierzchu. Dorasta do 25 m.
- var. caerulea – dobrze rośnie na wilgotnym podłożu. Dorasta do 30 m. Pędy mają ciemnofioletowo-czerwoną barwę z szarym owłosieniem. Liście od spodu są błękitno-szare.
- var. vitellina (odmiana złocista, złotocha) – posiada jaskrawożółte pędy.

Wyróżnia się także odmiany uprawne: 
- 'Britzensis' i 'Chermesina' (w Polsce uznawane za synonimy) – drzewa do 28 m wysokości wyróżniające się jaskrawopomarańczowymi pędami. Gałęzie uniesione są ku górze. Liście od spodu są błękitno-szare.

## Zastosowanie
- Roślina lecznicza: 
  - Surowiec zielarski: kora (Cortex Salicis) zawiera flawonoidy, kwasy organiczne oraz glikozydy. Najważniejszym z nich jest glikozyd fenolowy – salicyna. Korę zbiera się z 2 – 3 letnich gałęzi wczesną wiosną, gdy ruszają soki i łatwo jest ją oddzielić od drewna. Korę suszyć można zarówno w ciemnych, jak i jasnych pomieszczeniach. Do celów leczniczych wykorzystywana może być również kora wierzby kruchej, wierzby purpurowej, wierzby pięciopręcikowej i wierzby wiciowej.
  - Działanie: salicyna ma silne działanie przeciwzapalne, przeciwgorączkowe i ściągające. Wykorzystywana jest przy takich dolegliwościach i chorobach, jak: ból głowy, przeziębienie przebiegające z gorączką, różne choroby reumatyczne, miażdżyca. Obecnie już nie pozyskuje się do celów leczniczych kory wierzby, gdyż jest zastępowana syntetycznie produkowanym kwasem acetylosalicylowym (nazwa handlowa „Aspiryna”, „Polopiryna”). W medycynie ludowej wykorzystywano korę wierzby również do leczenia nerwobólów i jako środka ułatwiającego zasypianie i uspokajającego.
- Drewno jest wykorzystywane jako materiał opałowy.
- Jest często nasadzana przy drogach, na wałach przeciwpowodziowych oraz na brzegach rzek w celu ich umocnienia i zabezpieczenia przed osuwaniem ziemi. Dzięki silnie rozbudowanemu systemowi korzeniowemu i szybkiemu wzrostowi nadaje się również do rekultywacji terenów i wysypisk śmieci.
- Jako roślina pobierająca z podłoża bardzo duże ilości wody sadzona jest na terenach podmokłych i bagnach w celu ich osuszenia.
- Niektóre odmiany są uprawiane jako rośliny ozdobne.

## Udział w kulturze
- Wierzba (bez rozróżnienia gatunku) wymieniona jest w kilku księgach Biblii: Kpł 23,40, Iz 15,7. Hi 40,22, Am 6,14. W Ziemi Świętej występują dwa gatunki wierzb: wierzba ostrolistna i wierzba biała, opisy dotyczą więc jednej z nich lub obydwu. Ponadto w Biblii często wierzba mylona jest z topolą eufracką[7].
- W Talmudzie wierzba jest jednym z czterech gatunków roślin, z których gałązek Żydzi tworzą bukiet lulaw noszony podczas święta Sukkot[7].